# Носферату у Венеції
Носферату у Венеції (італ. Nosferatu a Venezia) — італійський фільм жахів 1988 року.

## Сюжет
Професор Каталано, експерт з вампіризму, приїжджає до Венеції на пошуки великого вампіра Носферату. Геліета, дочка венеціанського купця, у якого зупиняється професор, розповідає йому, що порожня труна, яка знаходиться в підвалі їхнього будинку, належить саме Носферату. Тим часом великий вампір повстає із своєї могили і приїжджає до Венеції. Він знайомиться з Геліетою і закохується в дівчину.

## У ролях
| Актор                  | Роль                         |
| ---------------------- | ---------------------------- |
| Клаус Кінскі           | Носферату                    |
| Крістофер Пламмер      | професор Періс Каталано      |
| Дональд Плезенс        | Дон Альвізе                  |
| Барбара Де Россі       | Геліета Санінс               |
| Йорго Воягіс           | доктор Барневал              |
| Анна Кнехт             | Марія Санінс                 |
| Ельвіра Одрі           | Ута Барневал                 |
| Джузеппе Маннаджуоло   |                              |
| Клара Колозімо         | медіум                       |
| Марія Кумані Квазімодо | принцеса                     |
| Ла Чанга               | дівчина в циганському таборі |

## Додаткова література
- Roberto Curti[it]. Italian Gothic Horror Films, 1970—1979. — Jefferson, North Carolina : McFarland & Company, 2017. — 246 p. — ISBN 978-1476664699.